# UCI Oceania Tour 2013
Navigation
Édition précédente Édition suivante
L'UCI Oceania Tour 2013 est la neuvième édition de l'UCI Oceania Tour, l'un des cinq circuits continentaux de cyclisme de l'Union cycliste internationale. Il est composé de 3 compétitions organisées du 23 janvier au 17 mars 2013 en Océanie.

## Calendrier des épreuves

### Janvier
| Date  | Course                    | Pays             | Classe | Vainqueur    | Équipe                              |
| ----- | ------------------------- | ---------------- | ------ | ------------ | ----------------------------------- |
| 23-27 | New Zealand Cycle Classic | Nouvelle-Zélande | 2.2    | Nathan Earle | Huon Salmon-Genesys Wealth Advisers |

### Mars
| Date | Course                                    | Pays      | Classe | Vainqueur     | Équipe                               |
| ---- | ----------------------------------------- | --------- | ------ | ------------- | ------------------------------------ |
| 14   | Championnats d'Océanie - contre-la-montre | Australie | CC     | Paul Odlin    | Équipe nationale de Nouvelle-Zélande |
| 17   | Championnats d'Océanie - course en ligne  | Australie | CC     | Cameron Meyer | Équipe nationale d'Australie         |

## Classements finals
Source : UCI Oceania Tour
| #   | Coureur            | Pays             | Pts |
| 1.  | Damien Howson *    | Australie        | 86  |
| 2.  | Nathan Earle       | Australie        | 68  |
| 3.  | Benjamin Dyball    | Australie        | 64  |
| 4.  | Neil Van der Ploeg | Australie        | 54  |
| 5.  | Jack Anderson      | Australie        | 44  |
| 6.  | Adam Phelan *      | Australie        | 31  |
| 7.  | William Walker     | Australie        | 30  |
| 8.  | Joseph Cooper      | Nouvelle-Zélande | 28  |
| 9.  | Paul Odlin         | Nouvelle-Zélande | 25  |
| 10. | Michael Torckler   | Nouvelle-Zélande | 25  |

| #  | Équipe                              | Pays        | Pts |
| 1. | Huon Salmon-Genesys Wealth Advisers | Australie   | 209 |
| 2. | Budget Forklifts                    | Australie   | 81  |
| 3. | Drapac                              | Australie   | 79  |
| 4. | Bissell                             | États-Unis  | 30  |
| 5. | Bontrager                           | États-Unis  | 16  |
| 6. | OCBC Singapore Continental          | Singapour   | 15  |
| 7. | Node 4-Giordana Racing              | Royaume-Uni | 15  |
| 8. | NetApp-Endura                       | Allemagne   | 8   |
| 9. | Thüringer Energie                   | Allemagne   | 2   |
| -  | Champion System                     | Chine       | 2   |

### Classements par nations
| #  | Pays             | Pts   |
| 1. | Australie        | 1 131 |
| 2. | Nouvelle-Zélande | 425   |

| #  | Pays (U23)       | Pts |
| 1. | Australie        | 645 |
| 2. | Nouvelle-Zélande | 119 |